# Benjaminia carlsoni
Benjaminia carlsoni là một loài tò vò trong họ Ichneumonidae.